# George Walsh
George Walsh (New York, 16 marzo 1889 – Pomona, 13 giugno 1981) è stato un attore statunitense.
Fratello minore di Raoul Walsh, famoso regista di Hollywood, lavorò nel cinema come attore. Tra il 1914 e il 1936, apparve in oltre un'ottantina di pellicole. Lavorò saltuariamente anche come sceneggiatore, regista o aiuto regista.

## Biografia
Nato a New York nel 1889, studiò alla High School of Commerce. Atletico e sportivo, praticò numerose discipline sportive, entrando a far parte della Omega Gamma Delta Fraternity di cui faceva parte anche il fratello maggiore.
In origine, il personaggio di Giuda Ben Hur nel film del 1925 avrebbe dovuto essere interpretato da Walsh. Ma, dopo le prime riprese italiane, la casa di produzione Goldwyn Pictures si fuse con la Metro e con la compagnia di Louis Mayer dando origine alla MGM. I nuovi dirigenti dello studio decisero di cambiare il regista Charles Brabin e anche il protagonista, che era Walsh. I due vennero sostituiti rispettivamente da Fred Niblo e da Ramón Novarro. 
Dal 1916 al 1926, Walsh fu sposato con l'attrice Seena Owen: la coppia ebbe una figlia, Patricia.
George Walsh morì in California, a Pomona, il 13 giugno 1981 a causa di una polmonite all'età di novantadue anni.

## Filmografia

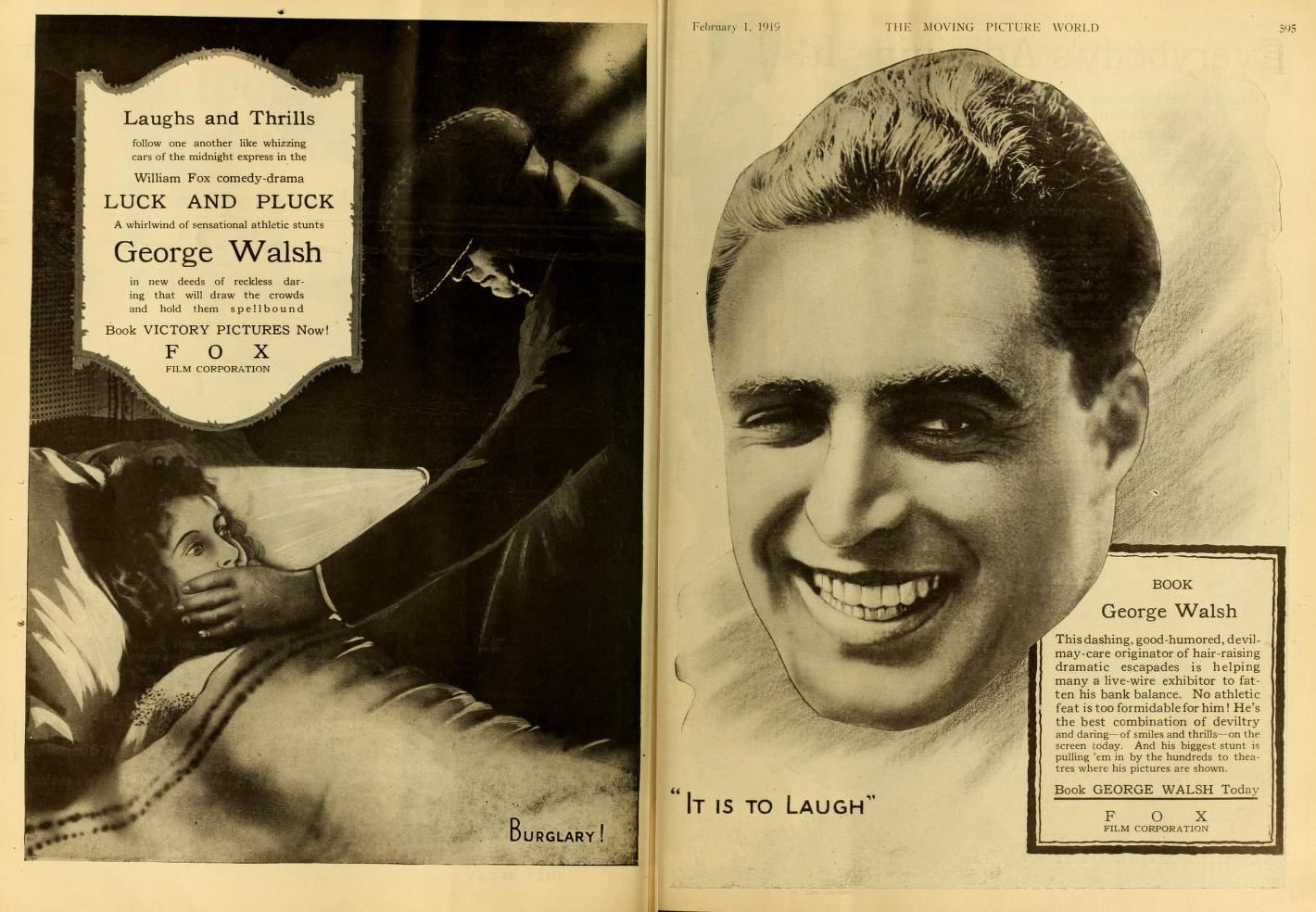
Luck and Pluck (1919)

- Nascita di una nazione (The Birth of a Nation), regia di David W. Griffith (1915)
- Il maestro di scherma (The Fencing Master), regia di Raoul Walsh - cortometraggio (1915)
- The Son of the Dog, regia di Frank Montgomery - cortometraggio (1915)
- 11:30 P.M., regia di Raoul Walsh - cortometraggio (1915)
- The Celestial Code, regia di Raoul Walsh (1915)
- A Bad Man and Others, regia di Raoul Walsh (1915)
- The Headliners, regia di Fred Kelsey (1915)
- The Pretender, regia di Fred Kelsey (1915)
- The Way of a Mother, regia di Jack Conway (1915)
- A Bold Impersonation, regia di Fred Kelsey (1915)
- Queen of the Band, regia di Ray Myers (1915)
- Don Quixote, regia di Edward Dillon (1915)
- Il serpente (The Serpent), regia di Raoul Walsh (1916)
- Sangue blu e sangue rosso (Blue Blood and Red), regia di Raoul Walsh (1916)
- The Beast, regia di Richard Stanton (1916)
- Intolerance, regia di David W. Griffith (1916)
- The Mediator, regia di Otis Turner (1916)
- The Island of Desire, regia di Otis Turner (1917)
- Il metodo dell'onore (The Honor System), regia di R.A. Walsh (1917)
- Melting Millions, regia di Otis Turner (1917)
- High Finance, regia di Otis Turner (1917)
- The Book Agent, regia di Otis Turner (1917)
- Some Boy, regia di Otis Turner (1917)
- The Yankee Way, regia di Richard Stanton (1917)
- This Is the Life, regia di R.A. Walsh (Raoul Walsh) (1917)
- Orgoglio di New York (The Pride of New York), regia di R.A. Walsh (1917)
- Jack Spurlock, Prodigal, regia di Carl Harbaugh (1918)
- All'attacco (On the Jump), regia di R.A. Walsh (1918)
- Brave and Bold, regia di Carl Harbaugh (1918)
- The Kid Is Clever, regia di Paul Powell (1918)
- Lo dirò (I'll Say So), regia di Raoul Walsh (1918)
- Luck and Pluck, regia di Edward Dillon (1919)
- Never Say Quit, regia di Edward Dillon (1919)
- Help! Help! Police!, regia di Edward Dillon (1919)
- Putting One Over, regia di Edward Dillon (1919)
- The Seventh Person, regia di George Walsh (1919)
- The Winning Stroke, regia di Edward Dillon (1919)
- The Shark, regia di Dell Henderson (1920)
- A Manhattan Knight, regia di George A. Beranger (1920)
- The Dead Line, regia di Dell Henderson (1920)
- Sink or Swim, regia di Richard Stanton (1920)
- D'ora in poi (From Now On), regia di Raoul Walsh  (1920)
- The Plunger, regia di Dell Henderson (1920)
- Number 17, regia di George Beranger (1920)
- Dynamite Allen, regia di Dell Henderson (1921)
- Serenata (Serenade), regia di Raoul Walsh (1921)
- With Stanley in Africa, regia di William James Craft, Edward A. Kull (1922)
- La fiera delle vanità (Vanity Fair), regia di Hugo Ballin (1923)
- Rosita, regia di Ernst Lubitsch e, non accreditato, Raoul Walsh (1923)
- Slave of Desire, regia di George D. Baker (1923)
- The Miracle Makers, regia di W. S. Van Dyke (1923)
- Reno, regia di Rupert Hughes (1923)
- American Pluck, regia di Richard Stanton (1925)
- Blue Blood, regia di Scott R. Dunlap (1925)
- The Prince of Broadway, regia di John Gorman (1926)
- The Count of Luxembourg, regia di Arthur Gregor (1926)
- The Test of Donald Norton, regia di B. Reeves Eason (1926)
- The Kick-Off, regia di Wesley Ruggles (1926)
- A Man of Quality, regia di Wesley Ruggles (1926)
- Striving for Fortune, regia di Nat Ross (1926)
- His Rise to Fame, regia di Bernard McEveety (1927)
- The Princess on Broadway, regia di Dallas M. Fitzgerald (1927)
- The Broadway Drifter, regia di Bernard McEveety (1927)
- The Winning Oar, regia di Bernard McEveety (1927)
- Combat, regia di Albert Hiatt (1927)
- Back to Liberty, regia di Bernard McEveety (1927)
- Inspiration, regia di Bernard McEveety (1928)
- Out of Singapore, regia di Charles Hutchison (1932)
- Io e la mia ragazza (Me and My Gal), regia di Raoul Walsh (1932)
- Black Beauty, regia di Phil Rosen (1933)
- The Return of Casey Jones, regia di John P. McCarthy (1933)
- Spavalderia (The Bowery), regia di Raoul Walsh (1933)
- Belle of the Nineties, regia di Leo McCarey (1934)
- Cleopatra, regia di Cecil B. DeMille (1934)
- Sotto pressione (Under Pressure), regia di Raoul Walsh (1935)
- The Live Wire, regia di Harry S. Webb (1935)
- Step on It, regia di Harry S. Webb (1936)
- Annie del Klondike  (Klondike Annie), regia di Raoul Walsh (1936)
- Rio Grande Romance, regia di Robert F. Hill (1936)
- Pinto Rustlers, regia di Harry S. Webb (1936)
- Put on the Spot, regia di Robert F. Hill (1936)